# (31568) 1999 FQ14
1999 FQ14 (asteroide 31568) é um asteroide da cintura principal. Possui uma excentricidade de 0.13360030 e uma inclinação de 1.67410º.
Este asteroide foi descoberto no dia 19 de março de 1999 por Spacewatch em Kitt Peak.